# Holly Springs (Mississippi)
Holly Springs é uma cidade localizada no estado americano de Mississippi, no Condado de Marshall.

## Demografia
Segundo o censo americano de 2000, a sua população era de 7957 habitantes.
Em 2006, foi estimada uma população de 7964, um aumento de 7 (0.1%).

## Geografia
De acordo com o United States Census Bureau tem uma área de
33,0 km², dos quais 32,9 km² cobertos por terra e 0,1 km² cobertos por água. Holly Springs localiza-se a aproximadamente 146 m acima do nível do mar.

## Localidades na vizinhança
O diagrama seguinte representa as localidades num raio de 32 km ao redor de Holly Springs.